# Нону
Нону (тайск. นอ หนู, «мышь») — 25-я буква тайского алфавита. В сингальском пали соответствует букве дантаджа наянна, в тайском пали соответствует букве нангэ. В лаосском языке соответствует букве нонок (птица). Как инициаль относится к аксонтамдиау (одиночная нижнего класса). Как финаль относится к матре мекон.
Тонирование нону во втором и пятом тоне происходит с помощью хохип:
| Сиенг саман | Сиенг эк | Сиенг тхо | Сиенг три | Сиенг тьаттава |
| นอ          | หน่อ      | น่อ        | น้อ        | หนอ            |

С этой буквы, начинается текст Типитаки:
Намо тасса бхагавато арахато самма самбуддхасса

## Ваййакон (грамматика)
- นะ (на) — модальная частица выражает повеление, принуждение.
- นั้น (нан) — указательное слово для выделения субъекта высказывания.